# Desis japonica
Desis japonica là một loài nhện trong họ Desidae.
Loài này thuộc chi Desis. Desis japonica được miêu tả năm 1956 bởi Yaginuma.

## Hình ảnh

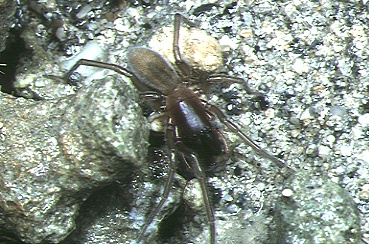